# Червеноводска въстаническа чета
Червеноводска въстаническа чета е българска чета, формирана през 1875 г. във връзка с подготовката на общото българско въстание.
През месец август 1875 г., БРЦК начело с Христо Ботев решава да се вдигне повсеместно въстание през месец септември 1875 г.
В изпълнение на този план, за Стара Загора заминава като апостол Стефан Стамболов, а за Троян, Панайот Волов, а в Русенския край основни организатори ще са Никола Обретенов и Тома Кърджиев.
В Букурещ е решено поради големината на турския гарнизон в Русчук, въстание да се вдигне в село Червена вода, където дълги години работи Тома Кърджиев като учител и подготвя народа за борба. Русенските въстаници би трябвало да се присъединят към четата организирана в Червена вода. Планът е бил четата от Русенско да се обедини, както са се надявали организаторите, с голямата Търновска чета.
В последния момент малко преди въстанието Кърджиев е арестуван по донос на Русенския митрополит Григорий, „че готви бунт против султана“.
Задържането на Кърджиев внесло смут сред бъдещите четници, но за кратко.
Истинските родолюбци на 21 септември 1875 г. излизат с оръжие в ръка да търсят свободата. Знамето на въстаниците осветено в местната църква и ушито от Петрана Обретенова се веело над главите на юнаците.
Четата има следния състав: войвода Върбан Юрданов от Шумен и юнаците от Червена Вода – Мирослав Живков (Маймунския), Георги, Никола и Иван Цончеви (братя), Никола Попмартинов, Христо Юрданов, Тодор Петков, Тодор Пенчов Стамболиев, Мирчо Милев и Продан Николов.
Русенците в тая чета са: Велко Абаджиев, Стати Попов, Атанас М. Узунов и Андон Данев. Към тях се присъединяват от село Табачка русенците Петър Хаджи Драганов и Стоян Калчов Маджаров.
Четата от 17 души се упътила към селото Табачка, като се надявали да се присъединят към тях четници, но остават излъгани. Почти никой от селото не се присъединява към тях.
След това минават край село Чаиркьой, където нощуват край казаното село.
Лутайки се из горите между Табачка и река Янтра достигат до село Широково, където разбрали, че никъде не е избухнало въстание.
След няколко дневно скитане гладни из горите, четниците решили да се разпръснат и минат в нелегалност, а за войводата Върбан Юрданов да се намери водач, който да му помогне да стигне Търново. Така Върбан Юрданов остава в Широково, където казания „водач“ вместо да го укрие, го предава в ръцете на турците.
Когато го карат вързан към село Широково, заптиите му позволяват да пие вода от близката чешма до пътя, възползвайки се от това войводата вади скрития си револвер и убива двама заптии на място, но останалите го съсичат. Днес край в село Широково се издига паметник на войводата и четниците.
Червеноводската чета, макар и да не направила нещо значително, повдига духа на народа. Тя му показва, че дори и неподготвен и без оръжие, той може да се бори за свободата си.